# Charles Bémont
Charles Bémont (n. 16 noiembrie 1848, Paris - d. 1939) a fost un istoric medievalist francez, membru de onoare al Academiei Române.
În 1884 a absolvit studiile superioare cu două teze: prima se numea Simon de Montfort, 5th Earl of Leicester (Simon de Montfort, al 5-lea conte de Leicester, 1208-1265) iar a doua  La Condamnation de Jean Sansterre (Condamnarea lui Ioan Fără de Țară, 1199–1216).
A continuat publicarea seriei Catalogue des Rolles Gascons, începută de Francisque Xavier Michel în 1885, și anume suplimentul la vol. 5, volumul ii, pentru anii 1273-1290 (în 1896) și volumul iii, pentru anii1290-1307 (în 1906).
A obținut doctoratul în literatură la Universitatea Oxford, în 1909. În anul 1914 a fost ales membru al Academiei Britanice.
Charles Bémont a fost ales în 1918 ca membru al Académie des inscriptions et belles-lettres (fondată de Jean-Baptiste Colbert în 1663). Mai este cunoscută ca "Mica Academie" (Petite Académie).
În localitatea Croissy-sur-Seine, din Franța, fosta stradă "rue Parallèle" îi poartă în prezent numele.